# ميهاي نيستور
ميهاي نيستور (بالرومانية: Mihai Nistor)‏ (مواليد 5 نوفمبر 1990) هو ملاكم روماني، مثّل بلاده في الألعاب الأولمبية الصيفية 2016.

## روابط خارجية
ميهاي نيستور على موقع بوكس ريك (الإنجليزية) (registration required)
- ميهاي نيستور على موقع اللجنة الأولمبية الدولية (الإنجليزية)
- ميهاي نيستور على موقع أوليمبيديا (الإنجليزية)
- ميهاي نيستور على موقع اللجنة الأولمبية الرومانية (الرومانية)